# 沙市鎮 (瀏陽市)
沙市鎮（さしちん）は中華人民共和国湖南省長沙市瀏陽市の鎮。

## 行政区画
- 団農村
- 敦睦村
- 中洲村
- 秧田村
- 文光村（2015年、楊林村、黄花村が合併して文光村となる。）
- 東門村
- 蓮塘村
- 白水村
- 友助村
- 赤馬村（2015年、赤馬村、竜鳳村が合併して赤馬村となる。）
- 桃源村（2015年、桃花村、大源村が合併して桃源村となる。）
- 沙市社区
- 河背社区
- 秀山社区
- 長春社区（2015年、長興社区、荷芳村が合併して長春社区となる。)

## 経済

### 名物・特産品
- イノシシ
- ザリガニ

## 地理
沙市鎮は瀏陽市の北西部に位置し、北は長沙県高橋鎮と、東及び南東は竜伏鎮と、西は長沙県路口鎮と、南は永安鎮とそれぞれ接している。
- 河川：撈刀河
- 湖沼・ダム湖：赤馬湖、金盆水庫、金鳳水庫
- 山：黄西嶺（標高351メートル）

## 教育
- 沙市中学

## 交通

### 道路
- 県道：X009、X013、X011
- 高速道路：平汝高速道路

## 観光
- 赤馬湖景区